# Метакогнитивные процессы
Метакогнити́вные проце́ссы (от др.-греч. μετα-, μετά — «над», «за пределами» и лат. cognitiō — «знание»; метапозна́ние) — способность осозновать собственные когнитивные процессы и размышлять о своей мыслительной деятельности. рефлексивная оценка собственных мыслительных процессов, включая осознание вероятно появившихся ошибочных представлений. Метакогниции можно охарактеризовать как «знание о знании», «мышление о мышлении», «осознание осознания» и т. п..  Структурно метапознание дифференцируется на два компонента: метакогнитивные знания (когнитивные представления) и система когнитивной регуляции .  Важным аспектом данного феномена является т.н. метапамять, определяющаяся знанием о памяти и мнемоникой. Изучение метапознания восходит к работам Аристотеля (384—322 д.н. э.): «О душе» и Parva Naturalia.

## Основные идеи
Понятие метапознания ввёл Джон Флейвелл (англ. John Flavell) в 1976 году и определил его как совокупность знаний человека об основных особенностях познавательной сферы и способах её контроля. Метапознавательная способность проявляется в когнитивном мониторинге — это любая деятельность, которая направлена на планирование, проверку, самотестирование, оценку и регулирование собственных познанний и исправление ошибок. Например, это проявляется в осознании различной степени сложности усвоения информации, то есть, понимание того, что материал А запоминается труднее, чем материал Б. Или проявляется в верификации информации, то есть, в перепроверке данных перед принятием их как истинных. Все это отражает метакогнитивную функцию оценки собственных познавательных процессов. Дж. Флейвелл выделил четыре компонента метапознания: метакогнитивные знания, метакогнитивный опыт, цели и стратегии.
А. Браун (англ. A. L. Brown) определяет метапознание как знание о своем собственном знании. Она разделила метапознание на две широкие категории:
1. знание о познании — совокупность видов деятельности, включающих сознательную рефлексию над когнитивными действиями и способностями;
2. регуляция познания — совокупность видов деятельностей, требующих механизмов саморегуляции на протяжении обучения или решения проблем.

Также А. Браун указывает, что метапознавательные процессы позволяют регулировать и контролировать процесс обучения и состоят из ряда процессов:
- процесса планирования деятельности (формирование плана, предвидение результата, анализ возможных ошибок);
- процесса контроля деятельности
- процесса проверки результатов познавательной деятельности.

Р. Клюве (англ. R. Kluwe), в свою очередь, выделяет в структуре метапознания два процесса, которые осуществляют контроль и регулирование когнитивных процессов:
- процессы контроля — процессы, помогающие идентифицировать задачу, над которой работает человек, оценить продвижение своей работы и предсказать результат;
- процессы регулирования — процессы, помогающие распределить ресурсы для текущей задачи, определить порядок шагов, которые будут приняты для решения задачи.

В своей работе Д. Ригли, П. Шетц, Р. Гланц и С. Вайнштейн определяют метапознание как процесс использования рефлексии для сознательного изучения своего мышления, осознания собственных стратегий мыслительной деятельности. Они включают в себя планирование, выбор стратегий деятельности, мониторинг познавательной деятельности.
С. Тобиас и Х. Т. Эверсон (англ. S. Tobias и H. T. Everson) предложили иерархическую модель метапознавательных способностей: мониторинг знаний, оценка обучения, выбор стратегии и планирование. Причём мониторинг знаний они определяют как способность человека знать, что он знает и чего не знает, мониторинг знаний является предпосылкой для других метакогнитивных умений.

### Российские теории
М. А. Холодная, как и ряд других авторов, придерживается идеи, что метапознание не ограничивается осознанным контролем. Исследуя проблему устройства интеллектуальной сферы (ментального опыта), М. А. Холодная выделяет три уровня опыта:
- когнитивный опыт — ментальные структуры, которые обеспечивают хранение, упорядочение и преобразование наличной и поступающей информации;
- метакогнитивный опыт — ментальные структуры, позволяющие осуществлять непроизвольную и произвольную регуляцию интеллектуальной деятельности. Метакогнитивный опыт включает в себя непроизвольный интеллектуальный контроль, произвольный интеллектуальный контроль, метакогнитивную осведомленность и открытую познавательную позицию.
- интенциональный опыт — ментальные структуры, которые лежат в основе индивидуальных интеллектуальных склонностей.

## Метакогнитивные искажения
Metcalfe и Shimamura отмечают, что при исследовании метакогниции основной методологической проблемой является проблема объективности и точности метакогнитивных суждений, которая связана с рядом феноменов
1. Феномен чувства знания — погрешность в точности актуализации знаний;
2. Иллюзия знания — метакогнитивное искажение, при котором человек преувеличивает степень понимания материала (то есть оценка уровня понимания материала на 50-60 % выше фактического уровня выполнения задания);
3. Эффект Даннинга — Крюгера — метакогнитивное искажение, при котором люди с низкими когнитивными способностями склонны завышать последние, и, наоборот, лица с высокими способностями склонны занижать свою самооценку[15][16][a].

### Комментарии
1. ↑  По словам Бертрана Рассела

Фундаментальная причина всех проблем современного мира заключается в том, что глупцы всегда уверены [в своих знаниях], тогда как умные постоянно сомневаются.
Оригинальный текст (англ.)The fundamental cause of the trouble is that in the modern world the stupid are cocksure while the intelligent are full of doubt.